# Drogone di Sebourg
Drogone di Sebourg, (in latino Drogo; francese Druon) (Épinoy, 1118 – Sebourg, 1186), fu un eremita francese.
È il patrono dei pastori nel Nord della Francia e viene celebrato il 16 aprile, e localmente ogni anno il giorno della Solennità della Santissima Trinità.

## Biografia
Nato a Épinoy nell'Artois (oggi quartiere di Carvin), Druon, contrariamente a quanto dice la leggenda, non era d'origine aristocratica (non lo si trova nella genealogia dei signori di Epinoy); orfano di padre, vide la luce dopo un parto cesareo praticato sulla madre agonizzante. Per tutta la vita portò il senso di colpa per questa morte, sottoponendosi a penitenze molto rigorose fin dalla più giovane età.
Adolescente, si disfece della sua ricca eredità per partire per le strade, poi farsi semplice pastore a Sebourg, presso Valenciennes, al servizio d'una dama di pietà, Elisabetta di La Haire. In quanto pastore egli poteva, secondo la leggenda, sorvegliare le pecore al campo anche assistendo agli uffici della chiesa di Sebourg. Adulto, divenne pellegrino e partì nove volte per Roma nella più grande indigenza.
Tornato dal suo ultimo viaggio con un'ernia che lo aveva lasciato deforme, egli si stabilì come eremita e confessore a Sebourg. Egli dimorò una quarantina d'anni in una cella attigua alla chiesa, conducendo una vita di preghiera e di penitenza ai margini del mondo. Quando un incendio distrusse l'edificio, egli continuò a pregare e ne uscì vivo.

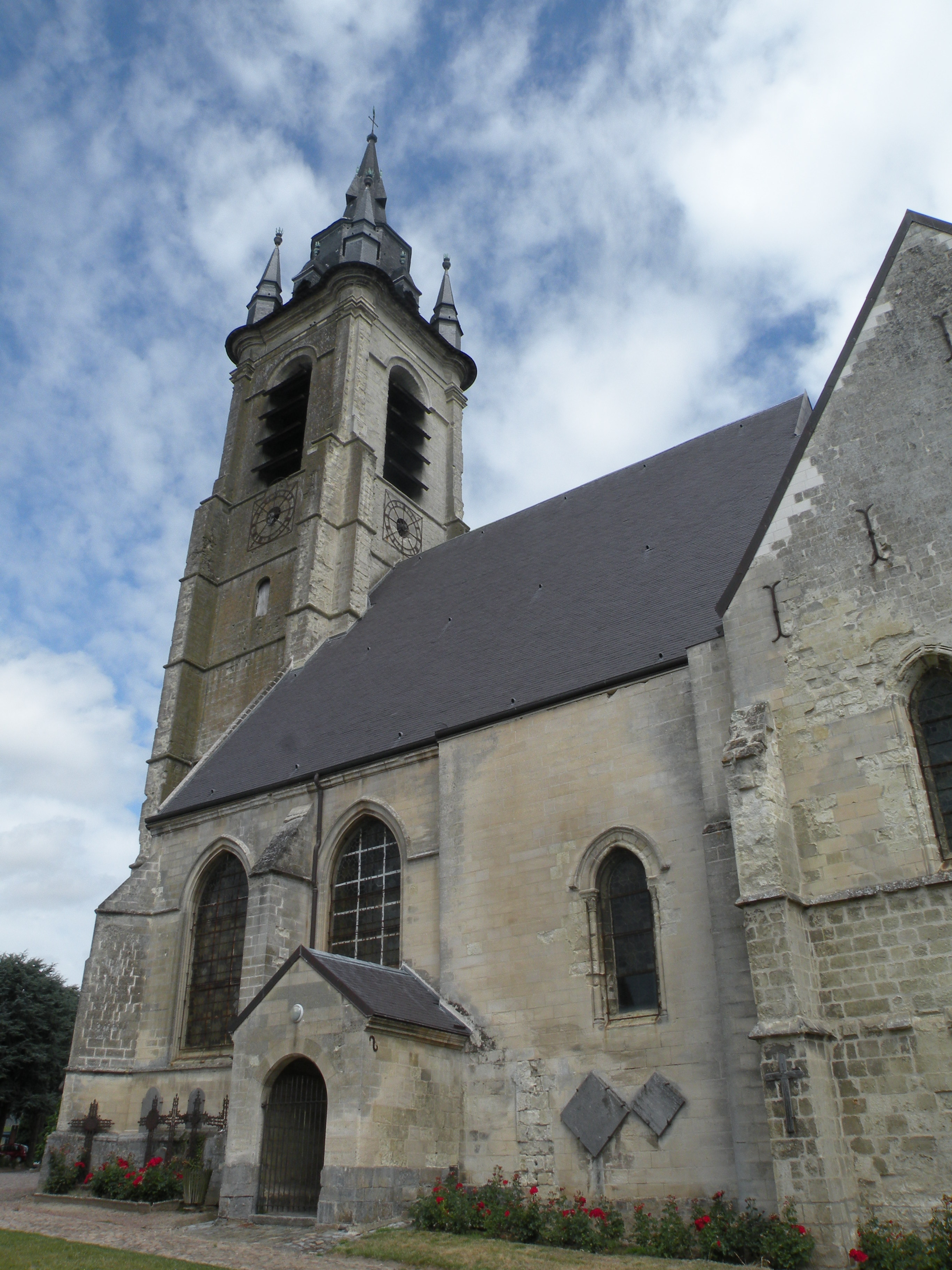
La chiesa di Sebourg

Morì il 16 aprile, il mercoledì o martedì di Pasqua 1186. I suoi parenti venuti da Épinoy vollero allora portare il suo corpo in Artois, ma il carro, sempre più pesante e rifiutandosi il tiro di avanzare parvero segni della Provvidenza e Druon, per la fortuna dei Seburghesi, fu inumato nella chiesa di Sebourg.

## Canonizzazione

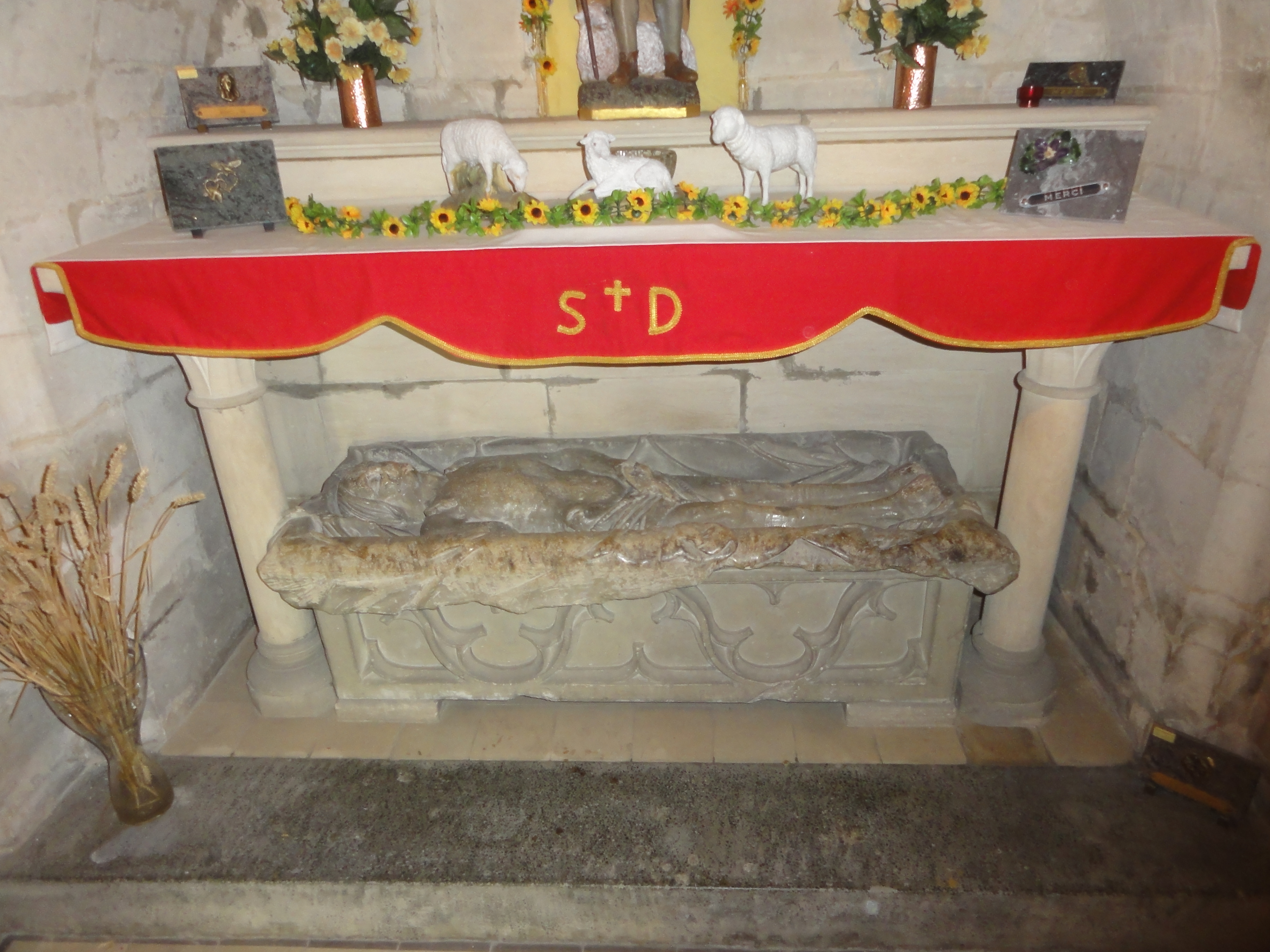
Giacente di San Drogone.

L'11 giugno 1612, ebbe luogo l'«elevazione delle reliquie» da parte del vescovo di Cambrai Jean Richardot, riconoscendo così ufficialmente la Chiesa cattolica il culto di san Drogone. Druon dunque non è mai stato canonizzato.
Il suo culto è associato a quello del beato Pietro di Lussemburgo.

## Riconoscimenti postumi
- Una cappella è stata edificata nel XI secolo a Carvin dietro la sua presunta casa natale. Essa è stata restaurata nel 2005 e una processione vi si svolge ogni lunedì di Pentecoste[8]. Presso la chiesa di San Druon di Cambrai viene celebrata la messa dei pastori, con le loro pecore, tutti i lunedì di Pentecoste in onore del santo pastore.
- Una cappella porta il suo nome nel comune di Sebourg, situata dove, secondo la leggenda Druon, faceva pascolare le sue pecore.
- Una croce all'uscita di Sebourg perpetua il ricordo del luogo ove si fermò il carro che ne doveva portare il corpo[9].
- Lo scrittore Claude Louis-Combet gli ha dedicato un romanzo, Les Errances Druon (Corti, 2005), ove il santo è dipinto come un mistico ossessionato dalla colpevolezza per la morte della madre nel letto.
- Maurice Druon evoca il personaggio nel suo romanzo Les Poisons de la Couronne (nota numéro10 in allegato al volume).
- Un'antica fontana di Sebourg si chiama la Fontana di Saint-Druon.
- Ancor oggi ha luogo una festa a Sebourg in onore di Druon la domenica successiva alla Pentecoste.